# Gomezserracín
Gomezserracín – gmina w Hiszpanii, w prowincji Segowia, w Kastylii i León, o powierzchni 30,26 km². W 2011 roku gmina liczyła 721 mieszkańców.